# How to Stuff a Wild Bikini
Pour plus de détails, voir Fiche technique et Distribution.
How to Stuff a Wild Bikini est un film américain réalisé par William Asher, sorti en 1965. Il fait partie d'une série de films initiée en 1963 avec Beach Party.

## Synopsis
Frankie, réserviste de la marine, est à Tahiti avec sa petite amie Dee Dee et, craignant qu'elle soit infidèle, il embauche Bwana, un magicien, pour qu'elle lui reste fidèle. Il crée alors Cassandra, un sex symbol qui attirera tous les hommes de la plage, y compris ceux tournant autour de Dee Dee. S'ensuivra alors une série de complications,.

## Fiche technique
- Titre : How to Stuff a Wild Bikini
- Réalisation : William Asher
- Scénario : William Asher et Leo Townsend
- Photographie : Floyd Crosby
- Montage : Fred R. Feitshans Jr., Eve Newman
- Musique : Les Baxter
- Pays de production :  États-Unis
- Langue : Anglais, Italien, Allemand, Français
- Format : Couleur — 35 mm — 2,35:1 — Son : Mono
- Genre : Comédie, film musical
- Durée : 93 minutes (1 h 33)
- Date de sortie : 
  - États-Unis : 14 juillet 1965

## Distribution
- Annette Funicello : Dee
- Dwayne Hickman : Ricky
- Brian Donlevy : B.D. 'Big Deal' MacPherson
- Harvey Lembeck : Eric Von Zipper
- Beverly Adams : Cassandra
- John Ashley : Johnny
- Len Lesser : North Dakota Pete
- Buster Keaton : Bwana
- The Kingsmen : Eux-mêmes
- Andy Romano : J.D.
- Bob Harvey : Rat Pack
- Michael Nader : Mike
- Sheila MacRae : Secrétaire

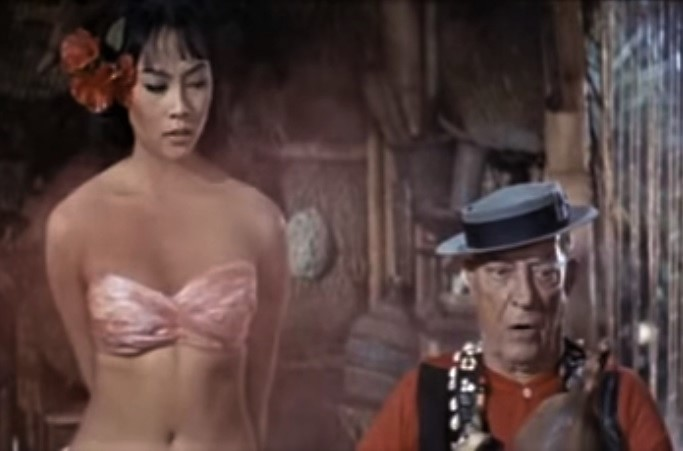
Irene Tsu et Buster Keaton dans une scène du film.

- Jo Collins : Une fille sur la plage
- Mickey Rooney : Peachy Keane
- Frankie Avalon : Frankie
- Irene Tsu : Une indigène
- Elizabeth Montgomery : la fille de Bwana (non créditée)